# 屈藏斯
屈藏斯（法語：Cuzance，法語發音：[kyzɑ̃s]）是法国洛特省的一个市镇，属于古尔东区。

## 地理
屈藏斯（44°57'50"N, 1°32'20"E）面积29.74 平方千米，位于法国奧克西塔尼大區洛特省，该省份为法国西南部内陆省份，北起顺时针与科雷兹省、康塔爾省、阿韦龙省、塔恩-加龙省、洛特-加龍省和多尔多涅省接壤。
与屈藏斯接壤的市镇（或旧市镇、城区）包括：马尔泰勒、巴拉杜、拉沙佩勒欧扎克、日尼亚克、凯尔西地区勒维尼翁、克雷桑萨克-萨拉扎克。

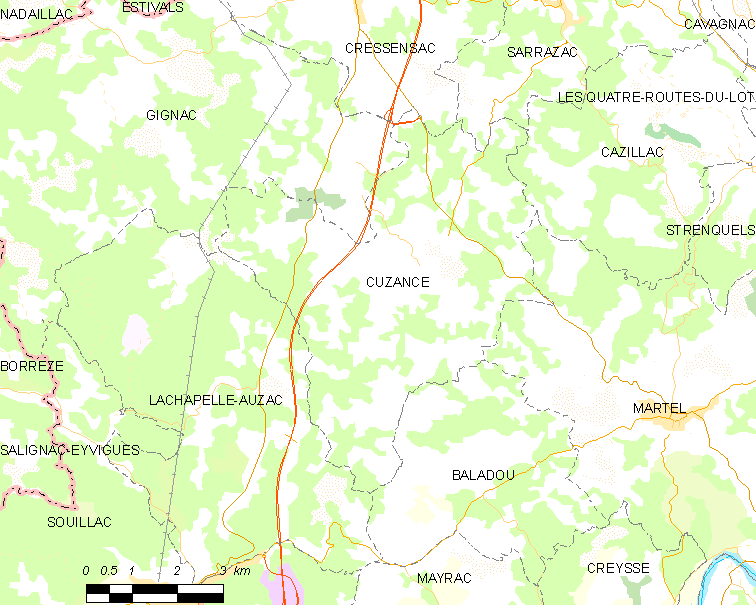
屈藏斯的OSM定位图

屈藏斯的时区为UTC+01:00、UTC+02:00（夏令时）。

## 行政
屈藏斯的邮政编码为46600，INSEE市镇编码为46086。

## 政治
屈藏斯所属的省级选区为马尔泰勒县。

## 人口

1962-2008年间屈藏斯人口变化图示

屈藏斯于2022年1月1日时的人口数量为655人。